# 直布羅陀足球聯賽
直布羅陀足球聯賽（Gibraltar Football League）是直布羅陀境內唯一的足球聯賽，在2019年成立。是由以往的直布羅陀超級足球聯賽和直布羅陀乙級足球聯賽合併而組成。

## 賽制
聯賽在2018年倡議，當時直布羅陀足總宣佈計劃以一個全新的單一級別聯賽模式舉行2018–19球季。及後先後有四支球隊宣佈退出聯賽，所以最終賽事餘下 12 隊角逐。球隊會先以單循環形式進行首階段賽事，然後會按排名分成兩組：冠軍組由前六位球隊組成，排戰組則由後六隊組成。挑戰組的首名球隊可獲得直布羅陀足總挑戰盃，與及可直接進入下一季巨岩盃的第二圈賽事。

## 參賽球隊
2023–24年直布羅陀國家足球聯賽參賽隊伍共有 11 支。
| 中文名稱     | 英文名稱             | 上季成績 |
| ------------ | -------------------- | -------- |
| 林肯紅魔鬼   | Lincoln Red Imps FC  | 第 1 位  |
| 烏路柏       | Europa FC            | 第 2 位  |
| 般奴麥柏斯   | F.C. Bruno's Magpies | 第 3 位  |
| 天貓         | Lynx FC              | 第 4 位  |
| 聖若瑟       | St Joseph's FC       | 第 5 位  |
| 基薩斯聯     | Glacis United FC     | 第 6 位  |
| 蒙斯卡比     | Mons Calpe S.C.      | 第 7 位  |
| 曼徹斯特62   | Manchester 62 F.C.   | 第 8 位  |
| 直布羅陀獅子 | Lions Gibraltar FC   | 第 9 位  |
| 學院1975     | College 1975 F.C.    | 第 10 位 |
| 歐洲角       | Europa Point F.C.    | 第 11 位 |

## 歷屆冠軍
下表包括冠軍組賽事（積分榜前半部）和挑戰組賽事（積分榜後半部）。
| 球季    | 冠軍組     | 冠軍組   | 挑戰組     | 挑戰組     |
| 球季    | 冠軍       | 亞軍     | 冠軍       | 亞軍       |
| ------- | ---------- | -------- | ---------- | ---------- |
| 2019–20 | 聯賽中斷   | 聯賽中斷 | 聯賽中斷   | 聯賽中斷   |
| 2020–21 | 林肯紅魔鬼 | 烏路柏   | 般奴麥柏斯 | 基薩斯聯   |
| 2021–22 | 林肯紅魔鬼 | 烏路柏   | 曼徹斯特62 | 學院1975   |
| 2022–23 | 林肯紅魔鬼 | 烏路柏   | 蒙斯卡比   | 曼徹斯特62 |
| 2023–24 | 林肯紅魔鬼 | 聖若瑟   | 不適用     | 不適用     |
| 2024–25 | 林肯紅魔鬼 | 聖若瑟   | 不適用     | 不適用     |

1. ↑  球季受2019冠狀病毒病大流行影響而中斷，沒有頒發任何獎項。

## 外部連結
- 直布羅陀足協 （页面存档备份，存于）